# 게이츠헤드 인터내셔널 스타디움
게이츠헤드 국제 스타디움(영어: Gateshead International Stadium)은 영국 게이츠헤드에 있는 다목적 스타디움이다. 러닝 트랙을 갖춘 육상 경기장으로 세워졌지만 축구나 럭비 경기장으로도 이용된다. 총 좌석 수는 11,888석이다. 1977년부터 게이츠헤드 FC의 홈 구장으로 사용 중이다.

## 공연장
더 폴리스, 본 조비, 건즈 앤 로지스 등 많은 밴드의 공연이 열렸다. 1990년 7월 21일과 22일 이틀에 걸쳐 열린 티나 터너의 공연에는 60,000명의 관객이 운집하였다.

## 교통
자동차로 게이츠헤드 시내 중심부까지 5분, 뉴캐슬어폰타인까지 10분가량 소요된다. A184번 도로로 접근 가능하며 닐슨 가에 있는 주차장을 사용할 수 있다. 가까운 거리에 타인 위어 메트로가 지나가는 게이츠헤드 스타디움 역이 있다.

## 같이 보기
- 게이츠헤드 FC